# شاين أندروس
شاين أندروس (بالإنجليزية: Shane Andrus)‏ هو لاعب كرة قدم أمريكية أمريكي، ولد في 2 أكتوبر 1980 في موراي في الولايات المتحدة.

## وصلات خارجية
- شاين أندروس على موقع مرجع كرة القدم المحترفة.كوم (الإنجليزية)